# Heizmanschette
Heizmanschetten sind Elektrowärmegeräte aus textilen Werkstoffen, die in industriellen Anwendungen zur Erwärmung und Temperaturerhaltung von zumeist dreidimensionalen Geometrien dienen. Dies können z. B. Rohrleitungen, Armaturen, Pumpen, Instrumente, aber auch Behälter wie Kanister, Fässer, Intermediate Bulk Container, Gasflaschen oder Tanks, Kolonnen und Reaktoren im Anlagenbau sein. Heizmanschetten können aufgrund ihrer Flexibilität im Gegensatz zu fest verlegten Begleitheizungen schnell und einfach montiert und zur Inspektion und Wartung abgenommen werden.

## Aufbau
Eine Heizmanschette hat einen aufwendigen Aufbau, da neben dem eigentlichen Heizelement noch Funktionen wie thermische Isolation, Außenmantel, Befestigung, Temperatursensor(en) und Anschlussleitung mit elektrischer Anschlusstechnik integriert sind. Die Betriebstemperatur entscheidet über die Auswahl der Materialien. Bis zu 250 °C können Kunststoffe, wie z. B. Fluorpolymere, als elektrisches und thermisches Isolationsmaterial dienen; darüber müssen anorganische Faserwerkstoffe aus Glas oder Quarzglas verwendet werden. Ab 900 °C verlieren auch diese Werkstoffe dauerhaft ihre Flexibilität, sodass dieser Wert die obere Einsatzgrenze von Heizmanschetten darstellt. Für den Einsatz in explosionsgeschützten Bereichen müssen Heizmanschetten mechanisch ertüchtigt, mit ableitfähigen Außenmänteln, einer geeigneten Anschlusstechnik und einem Explosionsschutzdokument ausgestattet werden. Ausschlaggebend für einen energieeffizienten Betrieb ist neben der Isolationsstärke die richtige Passform, die einen guten Wärmeübergang durch Wärmeleitung ermöglichen sollte.

## Anwendungen
Wichtige Anwendungen für Heizmanschetten findet man zum Ausheizen in der Nuklearforschung und in der Vakuumtechnik. In der Halbleiterfertigung dient das Beheizen mit Heizmanschetten der Vermeidung von Ablagerungen in Gasleitungen von Beschichtungs- und Ätzprozessen. In der chemisch-thermischen Verfahrenstechnik werden die erforderlichen Prozesstemperaturen zielgenau mit Heizmanschetten erreicht. In Anwendungen wie der Abfüll- und Dosiertechnik oder der Klebetechnik geht es darum, die Viskosität von Fluiden durch Temperierung günstig zu beeinflussen.

## Sicherheit
Neben den für elektrische Betriebsmittel gültigen Normen und Vorschriften spielen die Temperaturregelung und -begrenzung aufgrund der hohen spezifischen Flächenleistung von Heizmanschetten für einen sicheren Betrieb eine wichtige Rolle. Kann eine Oberflächentemperatur von maximal 60 °C im Betrieb nicht gewährleistet werden, so ist dies mit dem Warnzeichen W017 „Warnung vor heißer Oberfläche“ zu kennzeichnen.